# Herning Hawks 2019
Questa voce raccoglie le informazioni riguardanti gli Herning Hawks nelle competizioni ufficiali della stagione 2019.

## Danmarksserien 2019

### Prima fase
| Herning 14 aprile 2019, ore 14:00 | Herning Hawks | 42 – 0 referto | Middelfart Stingers/ Kolding Guardians | Herning Atletikstadion |

| Vejle 18 aprile 2019, ore 14:00 | Triangle Razorbacks II | 0 – 52 referto | Herning Hawks | Vejle Atletikstadion |

| Herning 28 aprile 2019, ore 14:00 | Herning Hawks | 20 – 22 referto | Aarhus Tigers II | Herning Atletikstadion |

| Herning 19 maggio 2019, ore 14:00 | Herning Hawks | 0 – 24 referto | Randers Rednex | Herning Atletikstadion |

| Holstebro 2 giugno 2019, ore 14:00 | Holstebro Dragons /AaB 89ers II | 6 – 56 referto | Herning Hawks | Idrætscenter Vest |

| Horsens 8 giugno 2019, ore 14:00 | Horsens Stallions | 0 – 6 referto | Herning Hawks | Dagnæs Stadion |

| Herning 29 giugno 2019, ore 14:00 | Herning Hawks | 50 – 0 (a tavolino) referto | Svendborg Admirals | Herning Atletikstadion |

### Seconda fase
| Randers 11 agosto 2019, ore 14:00 | Randers Rednex | 28 – 0 referto | Herning Hawks | Thunder Field |

| Viby J 25 agosto 2019, ore 14:00 | Aarhus Tigers II | 22 – 0 referto | Herning Hawks | Bøgeskov Idrætsanlæg |

| Herning 31 agosto 2019, ore 14:00 | Herning Hawks | 0 – 50 (a tavolino) referto | Avedøre Monarchs | Herning Atletikstadion |

| Herning 15 settembre 2019, ore 14:00 | Herning Hawks | 14 – 8 referto | Horsens Stallions | Herning Atletikstadion |

## Statistiche di squadra
| Competizione | %Vittorie | In casa | In casa | In casa | In casa | In casa | In casa | In trasferta | In trasferta | In trasferta | In trasferta | In trasferta | In trasferta | Totale | Totale | Totale | Totale | Totale | Totale |
| Competizione | %Vittorie | G       | V       | N       | P       | Pf      | Ps      | G            | V            | N            | P            | Pf           | Ps           | G      | V      | N      | P      | Pf     | Ps     |
| ------------ | --------- | ------- | ------- | ------- | ------- | ------- | ------- | ------------ | ------------ | ------------ | ------------ | ------------ | ------------ | ------ | ------ | ------ | ------ | ------ | ------ |
| Prima fase   | .714      | 4       | 2       | 0       | 2       | 112     | 46      | 3            | 3            | 0            | 0            | 114          | 6            | 7      | 5      | 0      | 2      | 226    | 52     |
| Seconda fase | .250      | 2       | 1       | 0       | 1       | 14      | 58      | 2            | 0            | 0            | 2            | 0            | 50           | 4      | 1      | 0      | 3      | 14     | 108    |
| Totale       | .545      | 6       | 3       | 0       | 3       | 126     | 104     | 5            | 3            | 0            | 2            | 114          | 56           | 11     | 6      | 0      | 5      | 240    | 160    |